# Ditassa ottohuberi
Ditassa ottohuberi är en oleanderväxtart som beskrevs av G. Morillo. Ditassa ottohuberi ingår i släktet Ditassa och familjen oleanderväxter. Inga underarter finns listade i Catalogue of Life.